# Championnat d'Angleterre de football 1890-1891
Navigation
Édition précédente Édition suivante
La 3e édition du championnat d'Angleterre de football est remportée par  Everton. Après deux victoires consécutives, les « invincibles » de Preston North End perdent leur titre en faveur du club de Liverpool.
Le club de Sunderland prend la place de Stoke exclu de la compétition.
Il n’y a pas de club relégué à la fin du championnat. Les dossiers des quatre clubs (Aston Villa, Accrington, Derby County et West Bromwich Albion) terminant aux quatre dernières places ont reçu l’aval de la fédération pour continuer en championnat.

## Les clubs de l'édition 1890-1891
| Club                    | Ville         |
| ----------------------- | ------------- |
| Accrington FC           | Accrington    |
| Aston Villa             | Birmingham    |
| Blackburn Rovers        | Blackburn     |
| Bolton Wanderers        | Bolton        |
| Burnley FC              | Burnley       |
| Derby County            | Derby         |
| Everton FC              | Liverpool     |
| Notts County            | Nottingham    |
| Preston North End       | Preston       |
| Sunderland AFC          | Sunderland    |
| West Bromwich Albion    | West Bromwich |
| Wolverhampton Wanderers | Wolverhampton |

## Classement
| Rang | Équipe                  | Pts | J  | G  | N | P  | Bp | Bc | Diff |
| ---- | ----------------------- | --- | -- | -- | - | -- | -- | -- | ---- |
| 1    | Everton FC              | 29  | 22 | 14 | 1 | 7  | 63 | 29 | +34  |
| 2    | Preston North End       | 27  | 22 | 12 | 3 | 7  | 44 | 23 | +21  |
| 3    | Notts County            | 26  | 22 | 11 | 4 | 7  | 52 | 35 | +17  |
| 4    | Wolverhampton Wanderers | 26  | 22 | 12 | 2 | 8  | 39 | 50 | -11  |
| 5    | Bolton Wanderers        | 25  | 22 | 12 | 1 | 9  | 47 | 34 | +13  |
| 6    | Blackburn Rovers        | 24  | 22 | 11 | 2 | 9  | 52 | 43 | +9   |
| 7    | Sunderland AFC          | 23  | 22 | 10 | 5 | 7  | 51 | 31 | +20  |
| 8    | Burnley FC              | 21  | 22 | 9  | 3 | 10 | 52 | 63 | -11  |
| 9    | Aston Villa             | 18  | 22 | 7  | 4 | 11 | 45 | 58 | -13  |
| 10   | Accrington FC           | 16  | 22 | 6  | 4 | 12 | 28 | 50 | -22  |
| 11   | Derby County            | 15  | 22 | 7  | 1 | 14 | 47 | 81 | -34  |
| 12   | West Bromwich Albion    | 12  | 22 | 5  | 2 | 15 | 34 | 57 | -23  |

1. ↑  Deux points ont été retirés à Sunderland pour avoir fait jouer un joueur non enregistré

|  | Champion d'Angleterre |
|  | Relégation            |

### Meilleur buteur
- Jack Southworth, Blackburn Rovers, 26 buts

## Bilan de la saison
| Tableau d'Honneur                    |                  |
| Compétition                          | Vainqueur        |
| Championnat d'Angleterre de football | Everton          |
| Coupe d'Angleterre de football       | Blackburn Rovers |

| Promotions et relégations |              |
| Promus                    | Stoke Darwen |
| Relégués                  | Aucun        |